# Cimitero militare italiano di Amburgo
Il cimitero militare italiano d'onore di Amburgo si trova all'interno del complesso cimiteriale di Öjendorf, nel quartiere di Billstedt della città anseatica. È il più grande cimitero militare italiano in Germania e fa parte di quei cimiteri militari creati successivamente alla Seconda Guerra Mondiale per ospitare i resti dei soldati e dei civili (in gran parte Internati Militari Italiani, lavoratori civili coatti, deportati, soprattutto nel campo di concentramento di Neuengamme e nei suoi sottocampi) sepolti durante la guerra in diversi luoghi della Germania nazista e dei territori da essa occupati.

## Storia
Nel 1955 Amburgo era stata individuata dall'accordo tra Italia e Repubblica Federale Tedesca come uno dei luoghi deputati ad ospitare cimiteri militari italiani per i caduti nella guerra conclusa dieci anni prima. Il luogo individuato per ospitare i resti degli italiani fu una sezione del cimitero di Öjendorf, il più recente cimitero comunale cittadino, all'epoca in fase di espansione. Tra 1957 e 1959 vennero così raccolte dal Commissariato generale per le onoranze ai caduti in guerra le spoglie di 5858 italiani deceduti tra il 1940 e l'aprile 1946 e sepolti in 790 diverse località in un'ampia area che comprende Schleswig-Holstein, Nordreno-Westfalia, Bassa Sassonia, Amburgo e Brema. Il cimitero militare italiano venne inaugurato nell'ottobre 1959. Nell'ottobre 2002 vi furono per la prima volta 20 esumazioni di caduti portati dai loro parenti in Italia, dopo che nel 1999 era stata modificata la legge del 1951 che vietava di trasportare in Italia quelle persone già sepolte in un cimitero militare d'onore. Altri caduti sono stati rimpatriati negli anni successivi: tra di essi anche un caduto ignoto, identificato nel 2014 grazie all'aiuto di tecnici forensi dell'Università di Amburgo. Dei 5839 caduti oggi presenti, 171 sono ignoti, mentre per altri 5668 conosciamo almeno il nome. Ogni anno viene tenuta una funzione in loro onore, la prima domenica di novembre. Il cimitero era originariamente gestito dal Consolato italiano di Amburgo; dopo la chiusura di quest'ultimo è subentrato il Consolato italiano di Hannover.

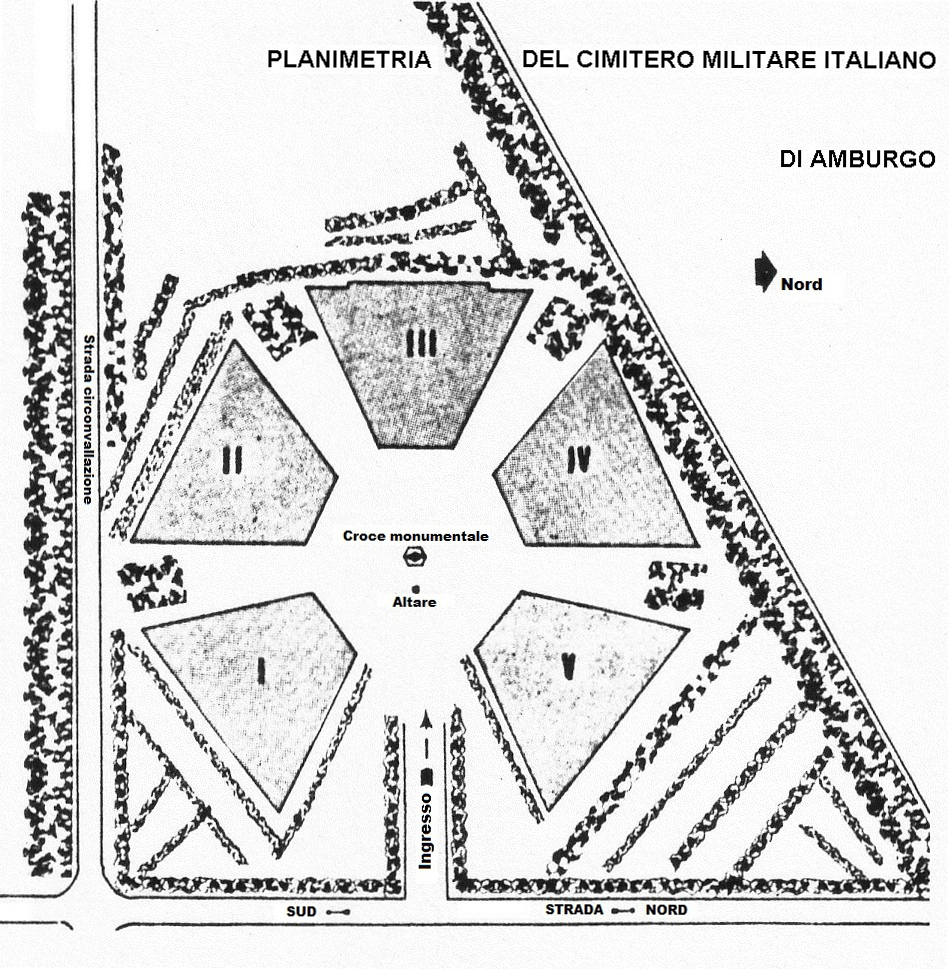
Planimetria del Cimitero militare italiano

### Caduti
Il Cimitero di Öjendorf conserva un libro dove sono elencate, laddove disponibili, ulteriori informazioni riguardanti i caduti come luogo e data di nascita, luogo di morte e luogo di prima sepoltura. Tra i luoghi di morte più frequenti si contano il Lager X di Fullen (parte degli Emslandlager), da cui provengono 674 tra i caduti sepolti ad Öjendorf, e lo Stalag X-B presso Sandbostel, da dove provengono 115 caduti. Statistiche generali sullo status (civile o militare) così come sull'anno e il luogo di morte, sono disponibili soltanto per quanto riguarda i caduti in Schleswig-Holstein (il 3,8% del totale). Il 76% dei caduti provenienti da quel Land è morto tra 1944 e 1945 e i militari costituiscono il 65% del totale.

## Struttura
Il cimitero si trova nel settore 204 del cimitero di Öjendorf, nella parte settentrionale del complesso. Le tombe si trovano in cinque diversi settori trapezoidali, divisi tra loro da strisce senza tombe, disposti a stella con un esagono vuoto al centro. Sopra ogni tomba è collocata una pietra di granito, col nome e con l'indicazione del grado per i militari o con la dicitura "lav. civ." per i civili. Soltanto poche tombe hanno fotografie. Il lato dell'esagono senza tombe costituisce l'ingresso, qui si trovano aiuole di fiori e un sentiero che conduce al settore centrale del cimitero, anch'esso senza tombe. Qui si trova un monumento costituito da una croce in pietra lumachella di 10 metri, opera dello scultore G.Krämer, e un altare. Sempre nello spiazzo centrale si trova una lapide dedicata a Sergio De Simone, bambino ebreo ucciso nella scuola amburghese di Bullenhuser Damm.